# Голден (Илиноис)
Голден (енгл. Golden) град је у америчкој савезној држави Илиноис.

## Демографија
По попису из 2010. године број становника је 644, што је 15 (2,4%) становника више него 2000. године.
| Група             | 2000.       | 2010.       |
| Белци             | 628 (99,8%) | 623 (96,7%) |
| Афроамериканци    | 0 (0,0%)    | 2 (0,3%)    |
| Азијати           | 0 (0,0%)    | 1 (0,2%)    |
| Хиспаноамериканци | 1 (0,2%)    | 4 (0,6%)    |
| Укупно            | 629         | 644         |